# Wilhelm Pfitzner

Wilhelm Pfitzner

Wilhelm Pfitzner (* 22. August 1853 in Oldenburg in Holstein; † 1. Januar 1903 in Straßburg) war ein deutscher Anatom und Hochschullehrer.

## Leben
Pfitzner besuchte das Johann-Heinrich-Voß-Gymnasium in Eutin. Nach dem Abitur studierte er Medizin an Kaiser-Wilhelms-Universität Straßburg, der Ruprecht-Karls-Universität Heidelberg, der Georg-August-Universität Göttingen und der Christian-Albrechts-Universität zu Kiel. Seit 1874 Mitglied des Corps Rhenania Heidelberg, rekonstituierte er 1877 das Corps Holsatia nach dreijähriger Suspension.  1878 legte er das medizinische Staatsexamen ab. 1879 wurde er an der Universität Kiel zum Dr. med. promoviert. 1880 wurde er Assistenzarzt am anatomischen Institut in Heidelberg. Ostern 1883 ging er als Assistent zu Gustav Schwalbe an die Albertus-Universität Königsberg und folgte diesem im Herbst desselben Jahres an das anatomische Institut in Straßburg, wo er sich 1885 für Anatomie habilitierte. 1891 wurde er in Straßburg als a.o. Professor für topografische Anatomie und 1893 als Prosektor berufen. Er starb mit 49 Jahren im Amt.
Pfitzner befasste sich mit dem Skelett, über Zellbiologie und der Anthropologie. Er war der Namensgeber der Pfitzner'schen oder Balbiani-Pfitzner'schen Körner, die zur  granulären Struktur der Chromosomen gehören.

## Auszeichnungen
Das Corps Holsatia ernannte Wilhelm Pfitzner 1883 zum Ehrenmitglied.

## Schriften
- Ueber die Leydig'schen Schleimzellen in der Epidermis der Larven von Salamandra maculosa, 1879
- Über den feineren Bau der bei der Zelltheilung auftretenden fadenförmigen Differenzierung des Zellkerns, 1880
- Zusammensetzung der chromatischen Fäden des Zellkerns, 1881
- Zur pathologischen Anatomie des Zellkerns, 1885
- Leitfaden für Situsübungen an der Leiche (erschien bis 1946 in elf Auflagen)